# Mirko Grabovac
Mirko Grabovac (né le 19 septembre 1971 à Stobreč (Croatie) est un ancien footballeur croate et singapourien. 
Il a été international singapourien alors qu'il est pourtant croate. Il fut cinq fois meilleur buteur du championnat singapourien.

## Palmarès

### Singapore Armed Forces
- Champion de Singapour en 2000 et 2002.
- Vainqueur de la Coupe de Singapour en 1999.

### Tampines Rovers
- Champion de Singapour en 2004 et 2005.
- Vainqueur de la Coupe de Singapour en 2004 et 2006.

## Distinctions personnelles
- Meilleur buteur du championnat de Singapour en 1999, 2000, 2001, 2002 et 2005
- Élu meilleur joueur du championnat de Singapour en 2000
- 244 buts inscrits dans le championnat de Singapour (S.League)